# Antarcturus hirsutus
Antarcturus hirsutus är en kräftdjursart som först beskrevs av Richardson 1904.  Antarcturus hirsutus ingår i släktet Antarcturus och familjen Antarcturidae. Inga underarter finns listade i Catalogue of Life.